# European Single Access Point
Der European Single Access Point, kurz ESAP (dt. zentrales europäisches Zugangsportal) ist ein von der Europäischen Wertpapier- und Marktaufsichtsbehörde (ESMA) betriebenes Internetportal, das nach der Verordnung (EU) 2023/2859 ab dem 10. Juli 2027 einen zentralisierten elektronischen Zugang zu diversen Informationen von Unternehmen und anderen Emittenten bieten soll.
Zur Zeit müssen diese Informationen entweder von der Homepage des Emittenten geladen werden oder von Datenanbietern in der Regel kostenpflichtig bezogen werden. Dabei liegen die Informationen in unterschiedlichen Formaten oder unformatiert – also in Textform – vor, was eine automatisierte Verarbeitung vermeidet oder erschwert.
Mit dem ESAP verfolgt die EU folgende Ziele:
- Kostenloser Zugriff auf die Informationen, so dass insbesondere für Privatpersonen und kleine/mittlere Unternehmen die Zugangshürde gesenkt wird.
- Zentrale Plattform, so dass die gewünschten Informationen verschiedener Emittenten an einer zentralen Stelle verfügbar sind und nicht aufwändig „zusammengesucht“ werden müssen.
- Maschinenlesbare Formate, die eine automatisierte Verarbeitung ermöglichen oder erleichtern.